# Ahmed ben Mohammed Al Jarwan
 (mars 2025).
Ahmed ben Mohammed Al Jarwan (né le 25 août 1962) est un diplomate émirati et président du Conseil global pour la tolérance et la paix,,,,,.

## Éducation
Ahmed Al Jarwan a obtenu sa maîtrise en ingénierie aéronautique à l'Institut Universitaire de Technologie de Ville d'Avray, en France. Il a suivi un cours de gestion de défense internationale à la Naval Postgraduate School de Monterey (Californie). Il s'est également inscrit à l'Université de Georgetown, aux États-Unis, pour obtenir un diplôme en leadership. En outre, il a fréquenté la Fletcher School of Law and Diplomacy de l'Université Tufts et l'Université Zayed à Dubaï.

## Carrière
Ahmed Al Jarwan commence sa carrière dans les forces armées des Émirats arabes unis où il occupe plusieurs postes. Le gouvernement des Émirats arabes unis l'envoie ensuite en France pour étudier l'ingénierie aéronautique. Plus tard, il part en Égypte puis aux États-Unis pour se préparer à devenir ambassadeur des Émirats arabes unis. Avant les élections au Conseil national fédéral (FNC), il occupe alors un emploi secondaire en tant que directeur de l'un des musées automobiles de Sharjah. Il est membre du Conseil national fédéral (FNC) de 2011 à 2019. Après son accession au FNC, il est élu le 12 décembre 2012 par le Parlement arabe pour en être le président jusqu'en 2016,,.
En 2017, Al Jarwan cofonde le Conseil global pour la tolérance et la paix avec huit autres membres : Sam Zakhem, Fatlinda Tahiri, Hersh Chadha, Mufeed Chehab, Hugo Barabucci, Bourhane Hamidou, Yenny Zannuba et Joseph Ellul. En 2018, Al Jarwan est élu président de l’Union générale des experts arabes.
En 2021, Al Jarwan est élu président du Forum de Paris sur la paix par l'assemblée générale. La même année, il occupe également les fonctions de directeur du bureau exécutif du Forum et de président de l'Union générale des experts arabes.

## Honneurs et réalisations
En décembre 2021, Al Jarwan reçoit la Clé du Panama des mains de S.E. José Luis Fábrega, maire de la ville de Panama.